# Alois Vraný
Alois Vraný křtěný Alois, (27. listopadu 1851 Čáslav - 30. září 1907 Čáslav), byl český akademický malíř, krajinář.

## Život
Alois Vraný se narodil v Čáslavi v rodině mistra obuvnického Václava Vraného a jeho ženy Marie rodem Žížalové. Zprvu absolvoval obecnou školu, poté nižší reálku, obé v Čáslavi a za dalším studiem odešel do Prahy. Zde navštěvoval ponejprv první českou průmyslovou škole školu a následně malířskou akademii, kde se v letech 1870-1875 školil u prof. J. M. Trenkwalda a J. Swertse, k jeho spolužákům patřil např. Mikoláš Aleš. Později navrhl pro palác v srbské Mitrovici sgrafito „Čtyři roční období“ a pro palác v Bělehradě sgrafita s náměty umění a vědy.
V listopadu roku 1880 se oženil s Antonií Lejčkovou, manželství však zůstalo bezdětné a počátkem března roku 1885 Antonie Vraná zemřela. Později si musel vydělávat na živobytí jako písmomalíř, nakonec zemřel v chudobě 30. září roku 1907. Uložen byl v rodinné hrobce na místním hřbitově.
Alois Vraný prožil celý svůj život v Čáslavi, kde se věnoval především krajinářství. Jeho zřejmě poslední figurální malbou byl portrét čáslavského starosty Ignáce Fialy.

## Galerie

Hrádek čáslavský ve Vodrantech[8]
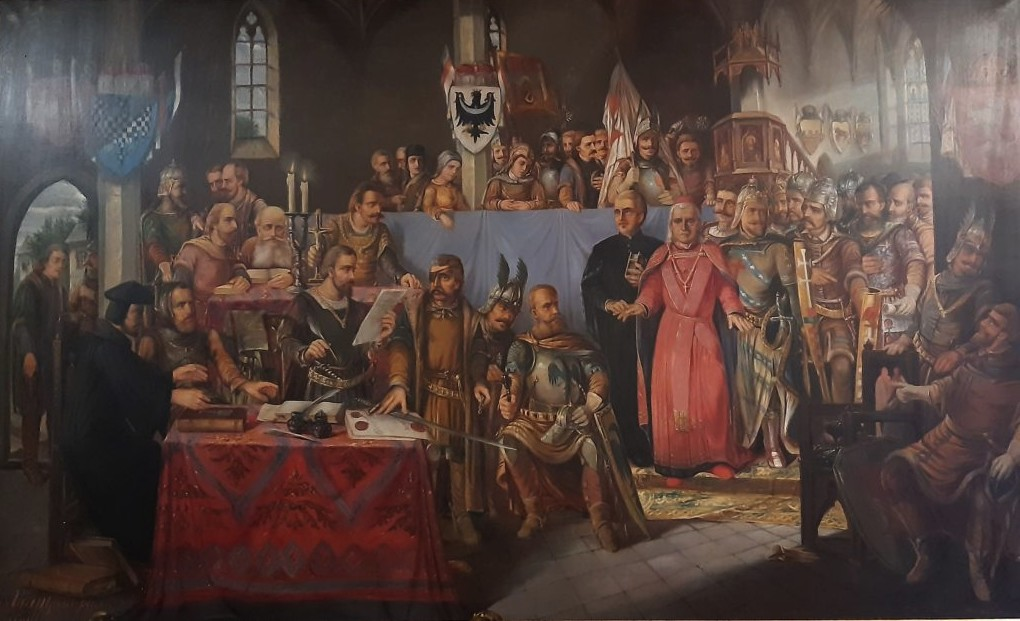
Čáslavský sněm
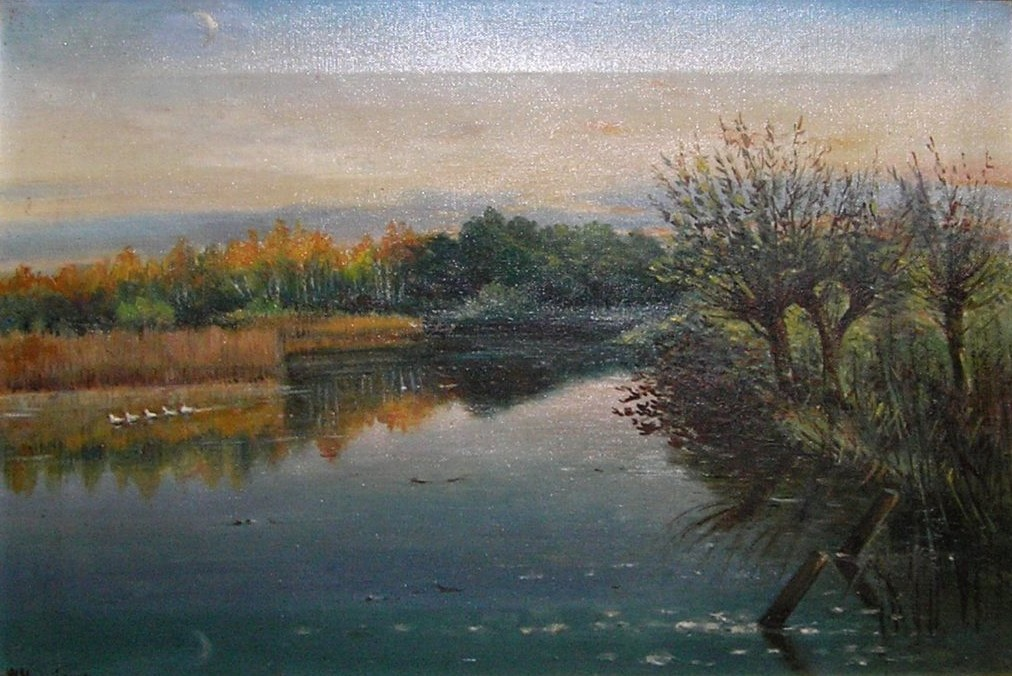
Tupadelský rybník
Pobřeží (Olej na plátně)
Podzim (Olej na kartonu)
Stavení u lesa (Olej na plátně)
Vlčí máky před chalupou (Olej na kartonu)
Srub u horského jezera (Olej na překližce)